# Вар (мифология)
Вар — асинья (одна из асов), в германо-скандинавской мифологии богиня истины.
Она выслушивает и записывает клятвы и обещания людей, а также мстит тем, кто их нарушает. Также является богиней любовных клятв и брачных союзов. Её имя редко упоминается в скандинавских мифах.
Вар родилась от союза Одина, верховного бога, и Фригг, богини любви и судьбы. Она является сестрой Бальдра, бога света и красоты, и дочерью Тора, бога-громовержца. Вар выросла в Асгарде, где обучалась искусству любви, воспитания и поддержания мира. Основными атрибутами Вар являются её венок, символизирующий любовь и верность, и кольцо, символизирующее брак и процветание. Она также ассоциируется с корзинами с зерном, символизирующими плодородие и изобилие. 
Вар играет важную роль в нескольких мифологических сюжетах. Одной из самых известных историй является её участие в битве с великаном Тьяцци, который пытается захватить её. Вар защищает свои домашние очаги, поддерживает семейные узы и сохраняет социальный порядок, показывая свою решимость и приверженность миру.